# 阪急産業
阪急産業株式会社（はんきゅうさんぎょう）は、阪急阪神東宝グループの商社・外食業（阪急阪神ホールディングス子会社）である。本社は大阪府大阪市北区茶屋町19番19号アプローズタワー12階。
2022年1月4日付でビルメンテナンス業の株式会社ケービーエスとの共同株式移転により、中間持株会社の株式会社HSホールディングスを設立し、その子会社に移行した。さらに外食業については、同日付で準備会社の株式会社HSレストランを設立した上で、同年4月1日付で会社分割により移管し、同社を現物配当によりHSホールディングスの直接の子会社とした。

## 概要
1946年11月に当時の京阪神急行電鉄（現・阪急電鉄）生産部を分離して発足し、建設資材商社として事業を開始した。1949年12月に大阪府庁内食堂と阪神競馬場内食堂を開設し、施設内食堂事業に進出。1962年には新阪急ビル内に「とんかつ梅八」1号店（現存せず）を開業するなど、一般飲食店事業を拡大した。
1994年には香川県高松市の保有地にウインズ高松を建設。日本中央競馬会に賃貸し、また清掃・ビルメンテナンスなどの総合管理事業および館内店舗(カフェ・売店など)の運営を行っている。
2001年からはシアトルズベストコーヒーのフランチャイズを引き受けている。

## 飲食業態・店舗一覧
前述の通り、2022年4月1日より株式会社HSレストランに移管された。
- 宮っ子ラーメン
- 梅八(とんかつ)
- なにわ瓢天(天ぷら)
- 割烹バル 互談や(居酒屋)
- 健康応援レストラン
- シアトルズベストコーヒー - フランチャイズで4店舗を運営。
- 施設内レストラン - 大阪府内の公立・民間施設内8店舗
- ゴルフ場内レストラン - 奈良県3店舗、三重県1店舗、岡山県1店舗
- 競馬場内レストラン・売店 - 阪神競馬場、京都競馬場、東京競馬場、中山競馬場、ウインズ高松
- 給食施設 - 住友ビルディング(ファミリーマート1店舗も運営)、住友商事千里ビル、近畿産業信用組合新本店